# 布羅尼夫卡
49°26′20″N 26°27′18″E / 49.43889°N 26.45500°E
布羅尼夫卡（羅馬化：Bronivka）是位於烏克蘭西部赫梅利尼茨基州赫梅利尼茨基區維蒂夫齊市鎮的村莊。該村面積1.64平方公里，海拔高度310米，人口305，人口密度每平方公里263.4人。